# 関麟徴
関 麟徴（かん りんちょう、1905年4月18日 - 1980年8月1日）は、中華民国の軍人。黄埔軍官学校第1期卒業生である国民革命軍の軍人で、日中戦争では日本軍からもその能力を高く評価された。旧名は志道、字は雨東。

## 事績

### 黄埔軍官学校第1期生
農民の家庭に生まれる。当初は学問の道を歩み成績も優秀だったが、家庭が貧困であったために中途で断念し、陝西省の軍に加入した。1924年（民国13年）、陝西省出身の中国国民党幹部である于右任が上海で黄埔軍官学校の学生を募集していると聞き、関麟徴は上海へ向かい入学試験に応じた（麟徴への改名もこの時）。関は合格して同校第1期生となり、成績優秀ゆえに総教官何応欽から目をかけられている。
同年末に関麟徴は黄埔軍官学校を卒業し、教導第1団に少尉排長として加入する。翌1925年（民国14年）2月、陳炯明討伐に従軍し、関は最前線で勇戦したが、この時に左膝に被弾し療養を余儀なくされた。回復後、関は再び黄埔軍官学校に戻って学生隊隊長などをつとめ、さらに軍事知識・技術の修練につとめている。またこの間に、陳誠らと孫文主義学会を発起した。

### 国民革命軍での昇進
1926年（民国15年）7月より、関麟徴は国民革命軍の北伐に営長として従軍する。その後、軍功を次々とあげて急速に昇進し、北伐終了時点で早くも第32旅旅長に昇進した。そして1929年（民国18年）5月には、新編第5師副師長に任ぜられている。この時まだ、24歳の若さであった。
1930年（民国19年）5月、中原大戦において関麟徴とその部隊は第2教導師（師長：張治中）第1団として再編され、関が団長となった（ただし、軍縮・再編に伴う措置であり、降格人事ではない）。関は河南省東部で、反蔣介石軍を相手に寡兵で勇戦し、蔣軍の勝利に貢献した。この軍功により第2旅旅長となる。まもなく石友三が反蔣クーデターを起こすと、関は第4師第11旅旅長として鎮圧に加わり、ここでも敵軍殲滅に貢献した。1932年（民国21年）からは第4師独立旅旅長として、鄂豫皖革命根拠地の紅軍討伐に従事している。同年末、第17軍第25師師長に昇進した。
1933年（民国22年）3月の長城戦役では、関麟徴も古北口に向かい、日本軍と激戦を繰り広げたが、負傷し後送されたため、第25師第73旅旅長の杜聿明が副師長として指揮を代行。5月に塘沽協定が結ばれ、中国軍が一定地域からの撤退を余儀なくされた際には、関はこれに激しく反発し、何応欽の説得でようやく撤退を承諾している。その後、山西省へ異動し、1936年（民国25年）には剿匪軍第11縦隊司令官に任ぜられ、陝西省、甘粛省方面に向かった。

### 日中戦争での勇戦
日中戦争が勃発すると、関麟徴は第52軍軍長に任ぜられ、平漢路北段で日本軍を迎撃することになる。9月の保定戦役等で日本軍相手に激戦を繰り広げた。そして1938年（民国27年）3月、台児荘戦役に参戦して日本軍に大打撃を与え、この軍功により関は第32軍団軍団長に昇進している。なお、関の指揮を目の当たりにした日本軍の第5師団師団長板垣征四郎は、「関麟徴率いる1個軍は、並の中国軍10個軍に相当する」と驚嘆したという。
その後、関麟徴は第15集団軍副総司令（代理総司令）に昇進し、1939年（民国20年）9月から10月の第1次長沙会戦でも日本軍撃退に大いに貢献した。この際の軍功により、関は第15集団軍総司令に正式に就任した。この時、関はまだ34歳の若さであり、黄埔軍官学校卒業生としては初の集団軍総司令である。1940年（民国29年）からは雲南省に移駐し、また軍の番号も第9集団軍と改められ、そのまま関が総司令をつとめた。1944年（民国33年）、第1方面軍副司令官に昇進し、国民党においても第6期中央執行委員に選出されている。
以上のように、赫々たる武勲で昇進した関麟徴だったが、その一方で国民革命軍内での権力闘争にも巻き込まれることになる。特に何応欽派と陳誠派との争いでは、関は何派につき、陳から度々人事で掣肘を受けることになった。日中戦争後に関は東北九省保安司令長官に任ぜられ東北に向かう予定であったのが、陳の横槍で取り消しとなり、雲南警備司令に留め置かれてしまったことが、その一例である。さらに1945年（民国34年）12月には、昆明で「一二・一惨案」が発生し、関はその責任をとらされて停職処分を受けてしまった。

### 晩年
1946年（民国35年）7月、関麟徴は成都へ移り、陸軍軍官学校教育長に任ぜられる。翌年10月に蔣介石が校長から離れると、関が校長に昇進した。関のこの時の学校運営は堅実で評価が高い。1948年（民国37年）8月、関は陸軍副総司令に任ぜられ、さらに翌年3月に何応欽が行政院長になったことに伴い、関は陸軍総司令に就任している。しかし、この時点ではもはや国共内戦は中国共産党の圧倒的優勢の状況にあり、もはや関の指揮でも形勢挽回の余地は無かった。
同年5月、何応欽の行政院長辞任を受けて、関麟徴も陸軍総司令を辞任し、これにより軍人を引退することになる。以後は香港に居住し、政治活動には一切関わらなかった。1975年の蔣介石の死に際し、葬礼参加のため台湾へは1度赴いたが、台湾での政界復帰の薦めはすべて謝絶し、香港に戻っている。1980年8月1日、心臓病により香港で死去。享年76（満75歳）。

## 著作
- 『關麟徴回憶録』

## 注
1. ↑  沈（2005）、345頁。
2. 1 2 3 4 5 6 7 8 9 10  徐主編（2007）、2828頁。
3. 1 2 3 4 5  劉主編（2005）、558頁。
4. ↑  沈（2005）、345-346頁。
5. 1 2  沈（2005）、346頁。
6. ↑  沈（2005）、346-347頁。
7. ↑  劉主編（2005）、558-559頁。
8. ↑  沈（2005）、347頁。
9. 1 2 3  沈（2005）、348頁。
10. 1 2 3 4  劉主編（2005）、559頁。
11. ↑  国民党特務が学生運動を暴力的に鎮圧し、死者が発生した事件。
12. ↑  沈（2005）、349頁。